# PCHA 1915/16
Die Saison 1915/16 war die fünfte reguläre Saison der Pacific Coast Hockey Association (PCHA). Meister wurden die Portland Rosebuds.

## Teamänderungen
Folgende Änderungen wurden vor Beginn der Saison vorgenommen:
- Die Seattle Metropolitans wurden als Expansionsteam in die Liga aufgenommen.

## Modus
In der Regulären Saison absolvierten die vier Mannschaften jeweils 18 Spiele. Der Erstplatzierte nach der regulären Saison wurde Meister. Für einen Sieg erhielt jede Mannschaft zwei Punkte, bei einem Unentschieden einen Punkt und bei einer Niederlage null Punkte.

## Saisonverlauf
Mit den Seattle Metropolitans wurde ein weiteres US-amerikanisches Team in die PCHA aufgenommen. Aus diesem Grund intensivierte die Liga ihre Bemühungen, Spieler aus der Konkurrenzliga National Hockey Association abzuwerben, um den Bedarf an guten Spielern zu decken. So konnte man Stars wie Jack Walker, Frank Foyston, Cully Wilson, Eddie Carpenter und Hap Holmes in die PCHA locken, während die NHA im Gegenzug die PCHA-Spieler Skinner Poulin, Frank Nighbor, Bert Lindsay und Walter Smaill abwarb. Bereits in ihrer zweiten Spielzeit gewannen die Portland Rosebuds den Meistertitel der Liga. Topscorer mit 35 Punkten wurde Cyclone Taylor, während Bernie Morris mit 23 Toren bester Torschütze war.

## Tabelle Reguläre Saison
Abkürzungen: GP = Spiele, W = Siege, L = Niederlagen, T = Unentschieden, GF = Erzielte Tore, GA = Gegentore, Pts = Punkte
|                        | GP | W  | L  | T | GF | GA  | Pts |
| ---------------------- | -- | -- | -- | - | -- | --- | --- |
| Portland Rosebuds      | 18 | 13 | 5  | 0 | 71 | 50  | 26  |
| Vancouver Millionaires | 18 | 9  | 9  | 0 | 75 | 69  | 18  |
| Seattle Metropolitans  | 18 | 9  | 9  | 0 | 68 | 67  | 18  |
| Victoria Aristocrats   | 18 | 5  | 13 | 0 | 74 | 102 | 10  |

## Stanley Cup Challenge
Als erste US-amerikanische Mannschaft überhaupt traten die Portland Rosebuds als PCHA-Meister um den Stanley Cup an. In den Entscheidungsspielen unterlagen sie den Canadiens de Montréal aus der National Hockey Association in einer Best-of-Five-Serie mit 2:3 Siegen.